# Mònica Pagès i Santacana
Mònica Pagès i Santacana (Barcelona, 1972) és una periodista cultural, comissària, traductora i escriptora catalana, especialitzada en música clàssica i en arts plàstiques.
Llicenciada en ciències de la informació per la Universitat Autònoma de Barcelona, s'ha especialitzat en temes culturals, especialment en l'àmbit de la música clàssica i de les arts plàstiques, i ha col·laborat, com a periodista, en diverses revistes especialitzades com ara Revista Musical Catalana, Ritmo, Serra d'Or o Bon Art i ha participat en programes de l'emissora Catalunya Música. Ha treballat en tasques de comunicació i de gestió en diversos projectes culturals, com la coordinació dels actes del Centenari de l'Acadèmia Granados-Marshall del 2001, la fira i festival de Videoart LOOP’04 de LOOP Barcelona, les Jornades sobre Patrimoni Musical amb la Fundació Pau Casals del 2006, el cicle 30 Minuts de Música a la Pedrera del Festival Mas i Mas'0, a la primera temporada 2007-2008 de concerts d'aquesta entitat, i al Festival de Pasqua de Cervera.
Ha col·laborat en diverses ocasions, com a comissària o en altres responsabilitats, amb entitats com ara el Palau de la Música Catalana, l'Auditori, la Fundació La Caixa, el Cercle del Liceu, l'Escola Superior de Música de Catalunya, el MACUF (Museo de Arte Contemporáneo Unión Fenosa) de la Corunya, el Palau Moja, al Museu de la Música de Barcelona o a la Fundació Pau Casals entre d'altres. També ha elaborat el contingut dels webs sobre Xavier Montsalvatge, de la Fundació Victòria dels Àngels, i sobre Xavier Benguerel dins el portal ClaCa (Clàssics Catalans) de la Biblioteca de Catalunya.
A més, ha publicat diversos llibres i estudis sobre figures de la música i les arts plàstiques, i el 2005 va traduir al català i al castellà la novel·la de John W. Milton, El rossinyol abatut. La vida apassionada d'Enric Granados.

## Publicacions[1][2]
- Conxita Badia. 1897-1997. Centenari del seu naixement (1997, 2000)
- Gaspar Cassadó. La veu del violoncel (2000)
- Acadèmia Granados-Marshall. Cent d'anys d'escola pianística a Barcelona (2001)
- ACA. La seva història (2002)
- Modest Cuixart (2003)
- Pròleg del llibre de Lali Bas Dalí, Els Dalí. Uns atramuntanats (2004)
- Coautora de (Des)acords. Música i músiques als Països Catalans (1975-2009), conjuntament amb Benet Casablancas, Jaume Radigales i Babí, Joan-Elies Adell, Jordi Turtós Orbañanos, Josep Lluís i Falcó, Josep Vicent Frechina, Mercedes Conde Pons, Miquel Pujadó, Rosa Massagué, Víctor Nubla i Xavier Cester (2009)
- Alicia de Larrocha, notas para un genio (2016)